# 6th Air Force

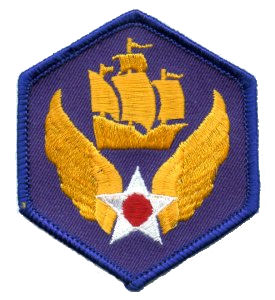
L'insigne de la 6th Air Force, tel qu'il fut approuvé le 16 juillet 1943

La Sixth Air Force (6e force aérienne) était un des grands commandements régionaux de l’USAAF. Constituée le 19 octobre 1940 pour assurer la protection du canal de Panama, elle a adopté le nom de Sixth Air Force en février 1942. Elle est devenue en juillet 1946 le Caribbean Air Command, ses missions évoluant vers l’assistance aux pays d’Amérique latine, dans le domaine militaire mais aussi humanitaire. 

## Historique
Les débuts de l’aviation militaire américaine dans la Zone du canal de Panama remontent à 1917 avec la création du 7th Aero Squadron à Ancon le 29 mars 1917. Équipé de Curtiss JN-4 puis d’hydravions Curtiss R-4, le 7th Aero assura des patrouilles anti-sous-marins depuis divers points avant de se fixer à Coco Walk, ou fut constitué France Field en mai 1918.
Afin de protéger le débouché du canal sur l’océan Pacifique et de désengorger France Field, un second aérodrome permanent, Albrook Field fut constitué en 1932 au nord de Panama et où l’état-major de la 6th AF s’installa le 20 novembre 1940. Un troisième terrain militaire, Howard Field, fut créé dans le même secteur fin 1939 pour faire face au nombre croissant d’unités aériennes stationnant dans ce secteur. Le 19 octobre 1940 fut créée la Panama Canal Air Force. Rebaptisée Caribbean Air Force le 5 août 1941, elle devient enfin Sixth Air Force le 18 septembre 1942. Grand commandement de la nouvelle USAAF, la 6th AF prit alors en charge l’ensemble des activités aériennes militaires américaines dans les Caraïbes, l’Amérique centrale et l’Amérique du Sud.
La principale mission de la 6th AF fut, à sa création, d’assurer la surveillance maritime dans les Caraïbes et le golfe du Mexique et de garantir l’approvisionnement des Alliés en carburant provenant des raffineries d’Aruba et Curaçao. Un important réseau d’aérodromes fut constitué de Cuba, au nord, au Guyana, au sud, côté Atlantique, mais aussi le long des côtes du Pérou, de l’Équateur, du Guatemala, du Costa Rica et dans les îles Galápagos. Pour assurer la sécurité des liaisons aériennes vitales reliant l’Europe via Accra ou Freetown et l’Afrique du Nord, des unités de la 6th AF furent également stationnées au Brésil. 
Dès la fin de la guerre eu Europe la plupart des aérodromes utilisés pour la surveillance maritime dans les Caraïbes furent transférés aux autorités civiles locales et les bases britanniques, louées pour 99 ans, fermées en 1949.
La réorganisation de l’USAAF entraina la transformation de la Sixth Air Force en Caribbean Air Command le 31 juillet 1946.

## Unités
- VI Bomber Command (Albrook Field, 25 octobre 1941 – 1er novembre 1946)
  - 6th Bombardment Group, (9 décembre 1941 - 1er novembre 1943
  - 9th Bombardment Group, 25 octobre 1941 - 31 octobre 1942
  - 25th Bombardment Group, 25 octobre 1941 - 6 avril 1944
  - 40th Bombardment Group, 25 octobre 1941 - 1er juillet 1943
  - 3rd Bombardment Squadron, 1er novembre 1943 - 1er novembre 1946
  - 29th Bombardment Squadron, 1er novembre 1943 - 1er novembre 1946
  - 74th Bombardment Squadron, 1er novembre 1943 - 1er novembre 1946
  - 397th Bombardment Squadron, 1er novembre 1943-1er novembre 1946
- VI Fighter Command (Waller Field, mai 1942 – octobre 1943)
  - 36th Fighter Group, janvier 1941 – mai 1943
- XXVI Fighter Command (Albrook Field, 6 mars 1942 – 25 août 1946)
  - 16th Fighter Group, 6 March 1942-1 November 1943
  - 32rd Fighter Group, 18 September 1942-1 November 1943
  - 37th Fighter Group, 18 September 1942-1 November 1943
  - 53rd Fighter Group, 1 January-10 November 1943
  - 24th Fighter Squadron, 1 November 1943-25 August 1945
  - 28th Fighter Squadron, 1 November 1943-25 August 1945
  - 29th Fighter Squadron, 1 November 1943-8 April 1944
  - 30th Fighter Squadron, 1 November 1943-25 August 1945
  - 31st Fighter Squadron, 1 November 1943-8 April 1944
  - 43rd Fighter Squadron, 1 November 1943-25 August 1945
  - 51st Fighter Squadron, 1 November 1943-25 August 1945
- XXXVI Fighter Command (21 août 1942 – 30 avril 1943)
- VI Air Force Service Command (Albrook Field, 5 juin 1942 – 31 juillet 1946)
  - 20th Troop Carrier Squadron 15 décembre 1940 – 20 septembre 1948
- Antilles Air Command (Borinquen Field, 12 février 1942 – 25 août 1946)
  - 4th Tactical Reconnaissance Squadron, 11 July 1941-29 March 1942
  - 23rd Antisubmarine Squadron: 5 August-December 1943
  - 32nd Fighter Squadron: 3 August 1943-13 March 1944
  - 59th Bombardment Squadron: 19 March-26 April 1943
  - 101st Bombardment (Photographic) Squadron 6 August 1942 - 15 March 1944

## Commandants
- Major-General Frank M Andrews : 6 décembre 1940 – 18 septembre 1941
- Major-General Davenport Johnson : 19 septembre 1941 – 22 novembre 1942
- Major-General Hubert R Harmon : 23 novembre 1942 – 7 novembre 1943
- Brigadier-General Ralph H Wooten : 8 novembre 1943 – 15 mai 1944
- Brigadier-General Edgar P Sorensen : 16 mai 1944 – 20 septembre 1944
- Major-General William O Butler : 21 septembre 1944 – 23 juillet 1945
- Brigadier-General Earl H De Ford : 24 juillet 1945 – 31 janvier 1946
- Major-General Hubert R Harmon : 1er février 1946 – (4 octobre 1947)